# Kazakhstan International 2019
Die Kazakhstan International 2019 im Badminton fanden vom 6. bis zum 10. November 2019 in Uralsk statt.

## Sieger und Platzierte
| Disziplin    | Gold                              | Silber                              | Bronze                                 |
| ------------ | --------------------------------- | ----------------------------------- | -------------------------------------- |
| Herreneinzel | Ditlev Jæger Holm                 | Sergey Sirant                       | Amir Khamidulin                        |
| Herreneinzel | Ditlev Jæger Holm                 | Sergey Sirant                       | Emre Lale                              |
| Dameneinzel  | Natalia Perminova                 | Vlada Ginga                         | Wiktoria Dąbczyńska                    |
| Dameneinzel  | Natalia Perminova                 | Vlada Ginga                         | Kateřina Tomalová                      |
| Herrendoppel | Jeppe Bruun Ditlev Jæger Holm     | Amir Khamidulin Aleksandr Vasilkin  | Petr Borovikov Evgeny Chertilin        |
| Herrendoppel | Jeppe Bruun Ditlev Jæger Holm     | Amir Khamidulin Aleksandr Vasilkin  | Alexander Nikulin Ilya Timofeev        |
| Damendoppel  | Viktoriia Kozyreva Mariia Sukhova | Daria Dzhedzhula Alexandra Semenova | Alena Koroleva Anastasiia Kurdyukova   |
| Damendoppel  | Viktoriia Kozyreva Mariia Sukhova | Daria Dzhedzhula Alexandra Semenova | Olga Ivashchenko Anastasia Redkina     |
| Mixed        | Jeppe Bruun Irina Amalie Andersen | Artur Niyazov Olga Ivashchenko      | Amrullo Bakhshullaev Viktoria Rudakova |
| Mixed        | Jeppe Bruun Irina Amalie Andersen | Artur Niyazov Olga Ivashchenko      | Dmitriy Panarin Vlada Ginga            |